# Autoba derufata
Autoba derufata là một loài bướm đêm trong họ Erebidae.